# Gyłybowo (miasto)
Gyłybowo (bułg. Гълъбово) – miasto w Bułgarii, w obwodzie Stara Zagora, siedziba gminy Gyłybowo. W 2019 roku liczyło 2058 mieszkańców.